# Landakotskirkja

Landakotskirkja ("Landakotskyrkan"), formellt Basilika Krists konungs, är domkyrkan för Reykjaviks romersk-katolska stift, det romersk-katolska stift vars område omfattar Island. Kyrkan kallas ofta Kristskirkja ("Kristi kyrka"). Landakotskirkja ligger i västra delen av Reykjavík, i området Landakot. Arkitekt var Guðjón Samúelsson, som även ritade Hallgrímskirkja i Reykjavik och Akureyrarkirkja i Akureyri.